# Eupnigodes
Eupnigodes es un género de saltamontes perteneciente a la subfamilia Gomphocerinae de la familia Acrididae, y está asignado a la tribu Aulocarini. Este género se distribuye en California, Estados Unidos, y en la zona norte de Baja California, México.

## Especies
Las siguientes especies pertenecen al género Eupnigodes:
- Eupnigodes megocephala (McNeill, 1897)
- Eupnigodes sierranus (Rehn & Hebard, 1909)